# SNOMED CT
SNOMED CT rozwijany i udostępniany pod nazwą SNOMED International uporządkowany system terminologii klinicznej przez International Health Terminology Standards Development Organisation (IHTSDO). Spełnia wymagania ANSI, DICOM, HL7 i standardy ISO.
W Polsce za upowszechnienie i udostępnianie polskiej wersji odpowiada Centrum e-Zdrowia.

## Struktura
SNOMED CT oparty jest o 4 główne typy:
1. Kody Pojęciowe (ang. Concept Codes) – kody numeryczne, które identyfikują pojęcia kliniczne, proste lub zdefiniowane, zorganizowane w hierarchie
2. Opisy (ang. Descriptions) – opisy tekstowe kodów Pojęciowych
3. Zależności (ang. Relationships) – zależności między Kodami Pojęciowymi, które mają powiązania znaczeniowe
4. Zestawy Referencyjne (ang. Reference Sets) – stosowane do grupowania Kodów Pojęciowych i Opisów w zestawy, w tym w zestawy referencyjne

i mapy krzyżowe do innych klasyfikacji i standardów

## Kategorie
| Nazwa wg SNOMED CT EN       | Nazwa wg SNOMED CT PL                 |
| --------------------------- | ------------------------------------- |
| administrative concept      | pojęcie z dziedziny administracji     |
| assessment scale            | skala oceny                           |
| attribute                   | atrybut                               |
| body structure              | struktura ciała                       |
| cell structure              | struktura komórkowa                   |
| cell                        | komórka                               |
| context-dependent category  | kategoria zależna od kontekstu        |
| core metadata concept       | pojęcie z grupy metadanych głównych   |
| disorder                    | zaburzenie                            |
| environment                 | otoczenie                             |
| ethnic group                | grupa etniczna                        |
| event                       | zdarzenie                             |
| finding                     | wynik                                 |
| foundation metadata concept | pojęcie z zakresu danych podstawowych |
| geographic location         | jednostka geograficzna                |
| life style                  | styl życia                            |
| morphologic abnormality     | zaburzenie morfologiczne              |
| namespace concept           | pojęcie przestrzeni nazw              |
| navigational concept        | pojęcie nawigacyjne                   |
| observable entity           | zmienna diagnostyczna                 |
| occupation                  | zawód                                 |
| organism                    | organizm                              |
| person                      | osoba                                 |
| physical force              | siła fizyczna                         |
| physical object             | obiekt fizyczny                       |
| procedure                   | procedura                             |
| product                     | produkt                               |
| qualifier value             | wartość kwalifikatora                 |
| racial group                | grupa rasowa                          |
| record artifact             | artefakt rejestracji                  |
| regime; therapy             | schemat/terapia                       |
| religion philosophy         | religia/filozofia                     |
| situation                   | sytuacja                              |
| social concept              | pojęcie społeczne                     |
| special concept             | specjalne pojęcie                     |
| specimen                    | próbka                                |
| staging scale               | skala oceny zaawansowania             |
| substance                   | substancja                            |
| tumor staging               | ocena zaawansowania nowotworu         |

## SNOMED CT a ICD-10
| Kod ICD10 | Nazwa wg ICD10 EN (2008)                | Nazwa wg ICD10 PL (2008)           | Kod SNOMED CT | Nazwa wg SNOMED CT EN                          | Nazwa wg SNOMED CT PL                                        |
| --------- | --------------------------------------- | ---------------------------------- | ------------- | ---------------------------------------------- | ------------------------------------------------------------ |
| A18.0†    | Tuberculosis of bones and joints        | Gruźlica kości i stawów            | 17653001      | Tuberculosis of bones and/or joints (disorder) | gruźlica kości I/LUB stawów (zaburzenie)                     |
| G62.1     | Alcoholic polyneuropathy                | Polineuropatia alkoholowa          | 7916009       | Alcoholic polyneuropathy (disorder)            | polineuropatia alkoholowa (zaburzenie)                       |
| G43.1     | Migraine with aura [classical migraine] | Migrena z aurą [migrena klasyczna] | 4473006       | Migraine with aura (disorder)                  | migrena z aurą (zaburzenie)                                  |
| H10.1     | Acute atopic conjunctivitis             | Ostre atopowe zapalenie spojówek   | 67678004      | Acute atopic conjunctivitis (disorder)         | ostre atopowe zapalenie spojówek (zaburzenie)                |
| H05.2     | Exophthalmic conditions                 | Stany z wytrzeszczem               | 353295004     | Exophthalmic ophthalmoplegia (disorder)        | porażenie zewnątrzgałkowych mięśni gałki ocznej (zaburzenie) |
| I86.4     | Gastric varices                         | Żylaki żołądka                     | 91109007      | Gastric varices (disorder)                     | krwawienie z żylaków żołądka (zaburzenie)                    |
| I45.6     | Pre-excitation syndrome                 | Zespół preekscytacji               | 195060002     | Ventricular pre-excitation                     | przedwczesne wzbudzenie komorowe (zaburzenie)                |
| K14.6     | Glossodynia                             | Ból języka                         | 30731004      | Glossodynia (disorder)                         | ból języka (zaburzenie)                                      |
| K25       | Gastric ulcer                           | Wrzód żołądka                      | 397825006     | Gastric ulcer (disorder)                       | wrzód żołądka (zaburzenie)                                   |
| M79.1     | Myalgia                                 | Bóle mięśni                        | 68962001      | Muscle pain (finding)                          | ból mięśnia (wynik)                                          |
| S86.0     | Injury of Achilles tendon               | Uraz ścięgna Achillesa             | 110030002     | Rupture of Achilles tendon (disorder)          | zerwanie ścięgna Achillesa (zaburzenie)                      |
| Z55.0     | Illiteracy and low-level literacy       | Analfabetyzm i półanalfabetyzm     | 161112004     | Illiteracy (finding)                           | analfabetyzm (wynik)                                         |

## SNOMED CT a ICD-9 CM (procedury)
| Kod ICD-9 CM (wersja 5.29) | Nazwa wg ICD-9 CM                          | Kod SNOMED CT | Nazwa wg SNOMED CT PL                                                                            |
| -------------------------- | ------------------------------------------ | ------------- | ------------------------------------------------------------------------------------------------ |
| 44.681                     | Opasanie żołądka (laparoskopowo)           | 2529573012    | Założenie regulowanej opaski żołądka drogą laparoskopową (procedura)                             |
| 81.45                      | Plastyka więzadeł krzyżowych kolana – inna | 1195907011    | Operacja naprawcza zerwanego więzadła krzyżowego przedniego z użyciem drutu bocznego (procedura) |

## SNOMED CT a ICNP
| Kod ICNP          | Nazwa wg ICNP (2015)                                               | Kod SNOMED CT | Nazwa wg SNOMED CT |
| ----------------- | ------------------------------------------------------------------ | ------------- | --- |
| 10043953          | Ból brzucha (Abdominal pain)                                       | 21522001      | Ból brzucha (Abdominal pain) |
| 10024897 0022880  | Osłabienie (Weakness) – przedmiot Osłabienie (Weakness) – diagnoza | 13791008      | General weakness (13791008); Debility (13791008); Lassitude (13791008); Osłabienie (Weakness); Weakness – general (13791008); Feeling weak (13791008) |
| 10023835 10023066 | Dyskomfort (Przedmiot) Dyskomfort (Diagnoza)                       | 130979001     | Zmiana komfortu (Comfort alteration) |

## Przykłady
| Kod SNOMED CT | Nazwa wg SNOMED CT PL                                                                          | Nazwa wg SNOMED CT EN                                                    |
| ------------- | ---------------------------------------------------------------------------------------------- | ------------------------------------------------------------------------ |
| 2734771018    | zapis na wizytę lekarską (pojęcie z dziedziny administracji)                                   | Appointment (administrative concept)                                     |
| 701076010     | skala wartości zdrowia (skala oceny)                                                           | Health value scale (assessment scale)                                    |
| 636178013     | zasięg biopsji (atrybut)                                                                       | Extent of biopsy (attribute)                                             |
| 528640011     | MOŻE BYĆ (atrybut)                                                                             | MAY BE A (attribute)                                                     |
| 636109016     | powód zakończenia badania (atrybut)                                                            | Reason for stopping test (attribute)                                     |
| 636318014     | miejsce elektrody (atrybut)                                                                    | Site of electrode (attribute)                                            |
| 565102010     | cała żuchwa (struktura ciała)                                                                  | Entire mandible (body structure)                                         |
| 1204482016    | chromosom płci X (struktura komórkowa)                                                         | Sex chromosome X (cell structure)                                        |
| 785369019     | złamanie otwarte łopatki (zaburzenie)                                                          | Open fracture of scapula (disorder)                                      |
| 648882019     | boisko do koszykówki (otoczenie)                                                               | Basketball court (environment)                                           |
| 662577019     | miejsce wypadku lub zatrucia, kort do squasha (otoczenie)                                      | Place of occurrence of accident or poisoning, squash court (environment) |
| 759255017     | Polacy (grupa etniczna)                                                                        | Poles (ethnic group)                                                     |
| 804114015     | Węgrzy (grupa etniczna)                                                                        | Hungarians (ethnic group)                                                |
| 2462261016    | przypadkowe zjedzenie jagód borówki bagiennej (zdarzenie)                                      | Accidental ingestion of bog bilberries (event)                           |
| 2722520010    | poród w wodzie (zdarzenie)                                                                     | Water birth delivery (event)                                             |
| 613421010     | dieta bogata w tłuszcze nasycone (wynik)                                                       | High saturated fat diet (finding)                                        |
| 568528019     | pacjent skarży lekarza (wynik)                                                                 | Patient suing doctor (finding)                                           |
| 543440011     | przeszywający ból głowy (wynik)                                                                | Shooting headache (finding)                                              |
| 684418013     | połyka szybko (wynik)                                                                          | Swallows quickly (finding)                                               |
| 610655017     | Katar (jednostka geograficzna)                                                                 | Qatar (geographic location)                                              |
| 2760043016    | były palacz – palenie intensywne (styl życia)                                                  | Aggressive ex-smoker (life style)                                        |
| 622618012     | dobrowolne tatuowanie ciała (styl życia)                                                       | Voluntary body tattooing (life style)                                    |
| 573100016     | złodziej sklepowy (styl życia)                                                                 | Shoplifter (life style)                                                  |
| 679499011     | zdolność zwierania warg (zmienna diagnostyczna)                                                | Ability to achieve lip sealing (observable entity)                       |
| 680371016     | zdolność artykułowania słów (zmienna diagnostyczna)                                            | Ability to articulate words (observable entity)                          |
| 637974018     | zdolność koncentracji (zmienna diagnostyczna)                                                  | Ability to concentrate (observable entity)                               |
| 770235011     | wielkość nosa (zmienna diagnostyczna)                                                          | Size of nose (observable entity)                                         |
| 770769011     | wielkość stopy (zmienna diagnostyczna)                                                         | Size of foot (observable entity)                                         |
| 2817762012    | całkowita liczba szwów (zmienna diagnostyczna)                                                 | Total number of sutures (observable entity)                              |
| 540756018     | operator prasy rolowej do tkanin/papieru (zawód)                                               | Calenderman (occupation)                                                 |
| 704805010     | szewc (zawód)                                                                                  | Boot maker (occupation)                                                  |
| 540638011     | bukmacher (zawód)                                                                              | Bookmaker (occupation)                                                   |
| 539449015     | dyrektor zarządzający (zawód)                                                                  | Managing director (occupation)                                           |
| 814397011     | bosman (zawód)                                                                                 | Boatswain (occupation)                                                   |
| 768945017     | pies rasy malinois (organizm)                                                                  | Belgian malinois dog (organism)                                          |
| 805424011     | kura Barnevelder (organizm)                                                                    | Barnevelder chicken (organism)                                           |
| 813641011     | kot domowy (organizm)                                                                          | Domestic leopard cat (organism)                                          |
| 799042015     | żaba południowa (organizm)                                                                     | Dominican frog (organism)                                                |
| 733480019     | wąż błotny (organizm)                                                                          | Mud snake (organism)                                                     |
| 747992012     | żyrafa (Giraffa camelopardalis) (organizm)                                                     | Giraffa camelopardalis (organism)                                        |
| 761170011     | skubacz kalifornijski (Girella nigricans) (organizm)                                           | Girella nigricans (organism)                                             |
| 749899011     | waleń (organizm)                                                                               | Whale (organism)                                                         |
| 1468511016    | pracodawca (osoba)                                                                             | Employer (person)                                                        |
| 700243011     | pasażer samochodu (osoba)                                                                      | Car passenger (person)                                                   |
| 731783010     | żona (osoba)                                                                                   | Wife (person)                                                            |
| 770493017     | wujek (osoba)                                                                                  | Uncle (person)                                                           |
| 679403015     | niskie ciśnienie powietrza (siła fizyczna)                                                     | Low air pressure (physical force)                                        |
| 680767017     | promieniowanie UVB (siła fizyczna)                                                             | UVB – Ultraviolet B radiation (physical force)                           |
| 679711012     | uderzenie mechaniczne (siła fizyczna)                                                          | Mechanical impact (physical force)                                       |
| 759617016     | szkodliwy dźwięk (siła fizyczna)                                                               | Injurious sound (physical force)                                         |
| 679735019     | kask na rower (obiekt fizyczny)                                                                | Cycling helmet (physical object)                                         |
| 2750523015    | bandaże (obiekt fizyczny)                                                                      | bandages (physical object)                                               |
| 769372012     | kule (obiekt fizyczny)                                                                         | Crutches (physical object)                                               |
| 562604015     | pomiar stężenia acetylocholiny (procedura)                                                     | Acetylcholine measurement (procedure)                                    |
| 569201016     | pomiar stężenia kobaltu (procedura)                                                            | Cobalt measurement (procedure)                                           |
| 2762618015    | korekcja śródstopia szpotawego (procedura)                                                     | Correction of metatarsus varus (procedure)                               |
| 804361010     | operacja serca (procedura)                                                                     | Operation on heart (procedure)                                           |
| 630278011     | zonografia (procedura)                                                                         | Zonography (procedure)                                                   |
| 1200072018    | kwas octowy 2% roztwór (produkt)                                                               | Acetic acid 2% solution (product)                                        |
| 2614151014    | amoniak (produkt)                                                                              | Ammonia (product)                                                        |
| 2467548013    | aspiryna i kodeina (produkt)                                                                   | Aspirin + codeine (product)                                              |
| 1189426019    | octan zuklopentyksolu (produkt)                                                                | Zuclopenthixol acetate (product)                                         |
| 672362013     | okrutny (wartość kwalifikatora)                                                                | Cruel (qualifier value)                                                  |
| 2661537015    | milion/mililitr (wartość kwalifikatora)                                                        | Million/milliliter (qualifier value)                                     |
| 2613712017    | cyfra rzymska X (wartość kwalifikatora)                                                        | Roman numeral X (qualifier value)                                        |
| 652360016     | przez aortę brzuszną (wartość kwalifikatora)                                                   | Via abdominal aorta (qualifier value)                                    |
| 2530407014    | Latynosi rasy białej (grupa rasowa)                                                            | Hispanic, white (racial group)                                           |
| 2530391018    | rasa amerykańskich Indian (grupa rasowa)                                                       | American Indian race (racial group)                                      |
| 2572403012    | historia przyjęć i sprawozdanie fizyczne (artefakt rejestracji)                                | Admission history and physical report (record artifact)                  |
| 2869029017    | akt urodzenia (artefakt rejestracji)                                                           | Birth certificate (record artifact)                                      |
| 2639611019    | wyciąg z dokumentacji (artefakt rejestracji)                                                   | Record extract (record artifact)                                         |
| 2757121014    | notatki z wizyty o zmierzchu (artefakt rejestracji)                                            | Twilight visit note (record artifact)                                    |
| 1456795017    | terapia prądem zmiennym (schemat/terapia)                                                      | Alternating current therapy (regime/therapy)                             |
| 1471465014    | ćwiczenia kostki (schemat/terapia)                                                             | Ankle exercises (regime/therapy)                                         |
| 1475436010    | opieka nad pacjentem z chorobą zakaźną (schemat/terapia)                                       | Care of patient with infectious disease (regime/therapy)                 |
| 1456701018    | ćwiczenia podniebienia (schemat/terapia)                                                       | Palatal exercises (regime/therapy)                                       |
| 2708371011    | terapia pisaniem (schemat/terapia)                                                             | Writing therapy (regime/therapy)                                         |
| 2760001011    | ateizm (religia/filozofia)                                                                     | Atheism (religion/philosophy)                                            |
| 2789263018    | buddyzm zen (religia/filozofia)                                                                | Zen Buddhism (religion/philosophy)                                       |
| 668984014     | religia katolicka (religia/filozofia)                                                          | Catholic religion (religion/philosophy)                                  |
| 2742470015    | omówiono z opiekunem (sytuacja)                                                                | Discussed with carer (situation)                                         |
| 2735114017    | odmowa przyjęcia leku przez pacjenta (sytuacja)                                                | Drug declined by patient (situation)                                     |
| 2716125014    | wywiad: zatrucie (sytuacja)                                                                    | H/O: poisoning (situation)                                               |
| 766989013     | rodzina (pojęcie społeczne)                                                                    | Family (social concept)                                                  |
| 2468776017    | rodzina uchodźców (pojęcie społeczne)                                                          | Refugee family (social concept)                                          |
| 840623013     | skrajne ubóstwo (pojęcie społeczne)                                                            | Borderline poverty (economic status) (social concept)                    |
| 705595016     | próbka ze stawu (próbka)                                                                       | Joint sample (specimen)                                                  |
| 649904014     | próbka śluzu (próbka)                                                                          | Mucus sample (specimen)                                                  |
| 2786059015    | próbka całego zęba (próbka)                                                                    | Whole tooth specimen (specimen)                                          |
| 2729306017    | wskaźnik upośledzenia sprawności fizycznej przy przyjęciu pacjenta (skala oceny zaawansowania) | Physical disability admission score (staging scale)                      |
| 2716174010    | schemat oceny ogólnego samopoczucia (skala oceny zaawansowania)                                | General wellbeing schedule (staging scale)                               |
| 615058019     | zupa domowej roboty (substancja)                                                               | Home-made soup (substance)                                               |
| 615093014     | miód (substancja)                                                                              | Honey (substance)                                                        |
| 615020018     | sos chrzanowy (substancja)                                                                     | Horseradish sauce (substance)                                            |
| 615226016     | deser błyskawiczny w proszku (substancja)                                                      | Instant dessert powder (substance)                                       |
| 708548019     | środek do polerowania metali (substancja)                                                      | Metal polish (substance)                                                 |
| 2640343016    | tetrametylenodisulfotetramina (substancja)                                                     | Tetramethylenedisulfotetramine (substance)                               |
| 647354016     | acetylenodimocznik tetrametylolu (roztwór wodny) (substancja)                                  | Tetramethylol acetylenediurea (Fix.140) (in water) (substance)           |
| 647490010     | pomidor – środek spożywczy (substancja)                                                        | Tomato – dietary (substance)                                             |
| 682797016     | jad trzmieli (substancja)                                                                      | Bumble bee venom (substance)                                             |
| 653925012     | brak przerzutów (ocena zaawansowania nowotworu)                                                | No metastases (tumor staging)                                            |
| 2612405018    | stopień 1 w skali Walter Reed (WR) (ocena zaawansowania nowotworu)                             | Walter Reed (WR) stage 1 (tumor staging)                                 |
| 649622014     | ocena zaawansowania raka (ocena zaawansowania nowotworu)                                       | Cancer staging (tumor staging)                                           |